# Раду-Негру (Арджеш)
Раду-Негру (рум. Radu Negru) — село у повіті Арджеш в Румунії. Входить до складу комуни Келінешть.
Село розташоване на відстані 98 км на північний захід від Бухареста, 11 км на схід від Пітешть, 112 км на північний схід від Крайови, 99 км на південний захід від Брашова.

## Населення
За даними перепису населення 2002 року у селі проживали 629 осіб, з них 628 осіб (99,8%) румунів. Рідною мовою 628 осіб (99,8%) назвали румунську.